# Francisco Torrealba
Francisco Alejandro  Torrealba Ojeda es un sindicalista y político venezolano. Es diputado a la Asamblea Nacional y ha sido constituyente en la ANC de 2017, así como ministro de Trabajo durante el gobierno de Nicolás Maduro en 2017 y 2022-2024.

## Vida
Fue el presidente del Instituto de Ferrocarriles del Estado (IFE) en mayo de 2013. Fue elegido diputado a la Asamblea Nacional por el Estado Portuguesa para el período 2016-2021
Para 4 de enero de 2017, el presidente Nicolás Maduro anuncia que Torrealba es el nuevo Ministro del Poder Popular para el Proceso Social del Trabajo. El 30 de julio de 2017 es electo a la Asamblea Nacional Constituyente.
Fue Ministro del Poder Popular para el Proceso Social del Trabajo en enero de 2017 a mediados del mismo año, por lo cual existió la polémica de si abandonó su curul, ya que la Constitución de Venezuela establece que el cargo de diputado debe ser de carácter exclusivo.